# Принц темряви (фільм)
Принц темряви (англ. Prince of Darkness) — американський фільм жахів режисера Джона Карпентера.

## Сюжет
Група вчених-дослідників під час вивчення занедбаної церкви знаходить незвичайну ємність. За допомогою рентгенівських променів їм вдається визначити, що їй близько 7 мільйонів років і, що найцікавіше, її можна відкрити тільки зсередини. Там знаходиться якась незрозуміла рідка субстанція, створена якоюсь таємничою силою. У стародавньому рукопису говориться, що в цій субстанції спочиває сам Сатана або його дух. В результаті експериментів диявольська сила, звільняється з посудини і розсіявшись в просторі, починає вселятися в дослідників, перетворюючи їх у рабів Сатани.

## У ролях
- Дональд Плезенс — Отець Луміс
- Джеймісон Паркер — Брайан Марш
- Віктор Вонг — професор Говард Байрек
- Ліза Блаунт — Кетрін Денфорт
- Денніс Дун — Вальтер
- Сьюзен Бленчард — Келлі
- Енн Марі Говард — Сьюзен Кебот
- Енн Йен — Ліза
- Кен Райт — Ломакс
- Дірк Блокер — Маллінс
- Джессі Лоуренс Фергюсон — Колдер
- Пітер Джейсон — доктор Пол Ліхі
- Роберт Грасмер — Френк Віндхем
- Том Брей — Етчінсон
- Джоанна Мерлін — жінка з мішком
- Еліс Купер — вуличний шизоїд
- Бетті Раме — черниця
- Джессі Фергюсон — темна фігура